# Municipio de South Park
South Park Township es un lugar designado por el censo coextensivo con el municipio de South Park en el condado de Allegheny en el estado estadounidense de Pensilvania. En el Censo de 2010 tenía una población de 13416 habitantes y una densidad poblacional de 558,79 personas por km².

## Geografía
South Park Township se encuentra ubicado en las coordenadas 40°17′56″N 79°59′40″O / 40.29889, -79.99444. Según la Oficina del Censo de los Estados Unidos, South Park Township tiene una superficie total de 24.01 km², de la cual 24.01 km² corresponden a tierra firme y (0%) 0 km² es agua.

## Demografía
Según el censo de 2010, había 13416 personas residiendo en South Park Township. La densidad de población era de 558,79 hab./km². De los 13416 habitantes, South Park Township estaba compuesto por el 94.95% blancos, el 2.82% eran afroamericanos, el 0.05% eran amerindios, el 0.79% eran asiáticos, el 0.04% eran isleños del Pacífico, el 0.19% eran de otras razas y el 1.15% pertenecían a dos o más razas. Del total de la población el 0.83% eran hispanos o latinos de cualquier raza.